# Moho bishopi
Moho bishopi is de wetenschappelijke naam van de Bishops o'O, een vertegenwoordiger uit het geslacht Moho, dit is een groep vogelsoorten die in het Hawaïaans o'O's heten. Het is een uitgestorven zangvogel die endemisch was op het eiland Molokai (Hawaï).

## Kenmerken
De Bishops o'O bereikte een lengte van 29 centimeter. De staart was ongeveer 10 centimeter lang. Het verenkleed was overwegend zwart. Bij het oor, onder de vleugels en de onderstaartdekveren, waren plukjes met gele veren (zie afbeelding).

## Leefwijze
Over zijn leefgewoonten is weinig bekend. Voor zover men weet, voedde hij zich met nectar en bij voorkeur bloemen van Hawaïaanse Lobeliasoorten.

## Verspreiding en leefgebied
De Bishops o'O kwam alleen voor in de bergwouden in het oosten van het Hawaïaanse eiland Molokai. Halffossiele botjes zijn op gevonden op het eiland Maui.

## Het uitsterven
De Bishops o'O werd in 1904 voor het laatst waargenomen door de ornitholoog George Campbell Munro. In 1915 ging Munro weer op pad naar aanleiding van onbevestigde waarnemingen, maar hij vond toen niets. Vervolgexpedities tot 1949 leverden ook niets op. In 1981 zou er een waarneming op Maui zijn gedaan, maar die is nooit bevestigd. In 1994 stond de vogel als ernstig bedreigd op de Rode Lijst van de IUCN. In 2000 werd de Bishops o'O toegevoegd aan de lijst van uitgestorven soorten.
Als mogelijke oorzaken voor het uitsterven van de Bishops o'O wordt vooral habitatvernietiging door ontbossing genoemd en de introductie van ratten en varkens. Bovendien vermoeden deskundigen dat ingevoerde soorten steekmuggen parasitaire ziekten verspreidden zoals vogelmalaria en vogelpokken.
Verder speelde ook bejaging een rol toen de vogel nog veel voorkwam. De gele veren waren een begeerd object voor de kleding van de plaatselijke adel. Verder was het vlees van de vogel een delicatesse.